# Michihiro Yasuda
Michihiro Yasuda (安田 理大, Yasuda Michihiro, Kobe, 20 december 1987) is een Japans voetballer die als verdediger speelt bij JEF United Chiba.

## Clubcarrière
Yasuda begon zijn carrière bij Gamba Osaka waar hij van 2006 tot 2011 onder contract stond. In januari 2011 maakte hij de overstap naar Vitesse, waar hij een contract voor een half jaar tekende. Op 29 maart 2011 maakte Vitesse bekend dat het contract van Yasuda werd verlengd tot medio 2013, door het lichten van een optie in zijn contract.
Op 12 mei 2013, na afloop van de laatste wedstrijd van het seizoen 2012/'13, nam Vitesse in GelreDome afscheid van Yasuda.

## Statistieken

### Clubs
| Seizoen | Club             | Competitie | Wedstrijden | Goals |
| ------- | ---------------- | ---------- | ----------- | ----- |
| 2006    | Gamba Osaka      | J-League   | 2           | 0     |
| 2007    | Gamba Osaka      | J-League   | 29          | 0     |
| 2008    | Gamba Osaka      | J-League   | 26          | 0     |
| 2009    | Gamba Osaka      | J-League   | 22          | 0     |
| 2010    | Gamba Osaka      | J-League   | 32          | 1     |
| 2010/11 | Vitesse          | Eredivisie | 15          | 0     |
| 2011/12 | Vitesse          | Eredivisie | 23          | 0     |
| 2012/13 | Vitesse          | Eredivisie | 7           | 0     |
| 2013    | Júbilo Iwata     | J-League   | 7           | 0     |
| 2014    | Sagan Tosu       | J-League   | 33          | 1     |
| 2015    | Vissel Kobe      | J-League   | 12          | 0     |
| 2016    | Nagoya Grampus   | J-League   | 22          | 0     |
| 2017    | Busan IPark      | K-League 2 | 23          | 1     |
| 2018    | Albirex Niigata  | J-League 2 | 30          | 6     |
| 2019    | JEF United Chiba | J-League 2 | 4           | 0     |
| 2020    | JEF United Chiba | J-League 2 | 31          | 1     |
| 2021    | JEF United Chiba | J-League 2 | 16          | 0     |
| Totaal  | Totaal           | Totaal     | 334         | 10    |

### Interlands
| Japans voetbalelftal | Japans voetbalelftal | Japans voetbalelftal |
| Jaar                 | Wed.                 | Dlp.                 |
| -------------------- | -------------------- | -------------------- |
| 2008                 | 5                    | 0                    |
| 2009                 | 1                    | 1                    |
| 2010                 | 0                    | 0                    |
| 2011                 | 1                    | 0                    |
| Totaal               | 7                    | 1                    |